# Pseudasellodes
Pseudasellodes là một chi bướm đêm thuộc họ Geometridae.

## Các loài
- Pseudasellodes bahiana
- Pseudasellodes bivitraria
- Pseudasellodes cassiopeia
- Pseudasellodes constellata
- Pseudasellodes dapalis
- Pseudasellodes daphnites
- Pseudasellodes daphnogethes
- Pseudasellodes daulias
- Pseudasellodes fenestraria
- Pseudasellodes hebetior
- Pseudasellodes lacunata
- Pseudasellodes laternaria
- Pseudasellodes nigrofasciaria
- Pseudasellodes platygymna
- Pseudasellodes schadei
- Pseudasellodes thyreata
- Pseudasellodes vitraria